# Tyglew

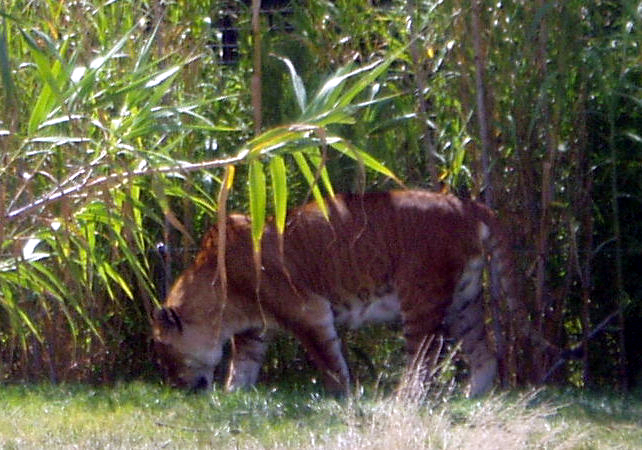
Tyglew w ogrodzie zoologicznym w Canberze

Tyglew – mieszaniec samca tygrysa i samicy lwa (lwicy).

## Historia
Tyglewy są efektem celowego lub przypadkowego krzyżowania zwierząt żyjących w niewoli. Podobnie jak u legrysów, samce są bezpłodne, ale samice mogą mieć potomstwo (znany jest przypadek samicy o imieniu Noelle, która urodziła młodego „tytyglewa”).
Są one mniejsze niż legrysy i, w przeciwieństwie do nich, rzadko osiągają rozmiary większe niż rodzice. Prawdopodobnie jest to spowodowane obecnością hamującego wzrost genu obecnego u lwicy, co jest skutkiem rywalizacyjnej strategii reprodukcyjnej lwów.
Tyglewy, a także legrysy, często są podatne na choroby bardziej niż gatunki występujące naturalnie. Jest to jeden z powodów, dla których ludzie zajmujący się ochroną zagrożonych gatunków są przeciwni hodowaniu mieszańców. Oprócz tego zajmują one miejsce (klatki i wybiegi) i czas (ciąża i wychowanie młodych u samicy), w którym można by rozmnażać zwierzęta tego samego gatunku, przyczyniając się do jego ratowania.
Masa ciała: od 140 do 180 kg

Ubarwienie: sierść zwykle płowa lub rudawa z delikatnymi prążkami (jak u tygrysów) i cętkami (jak u młodych lwów)

Pożywienie: są drapieżnikami, jak inne kotowate

Biotop: tylko w niewoli